# 若尾文子
若尾文子（日语：／，1933年11月8日—），女，东京都出身，日本演员。曾获得藍絲帶獎最佳女主角、電影旬報十佳獎最佳女主角等奖项。

## 家庭

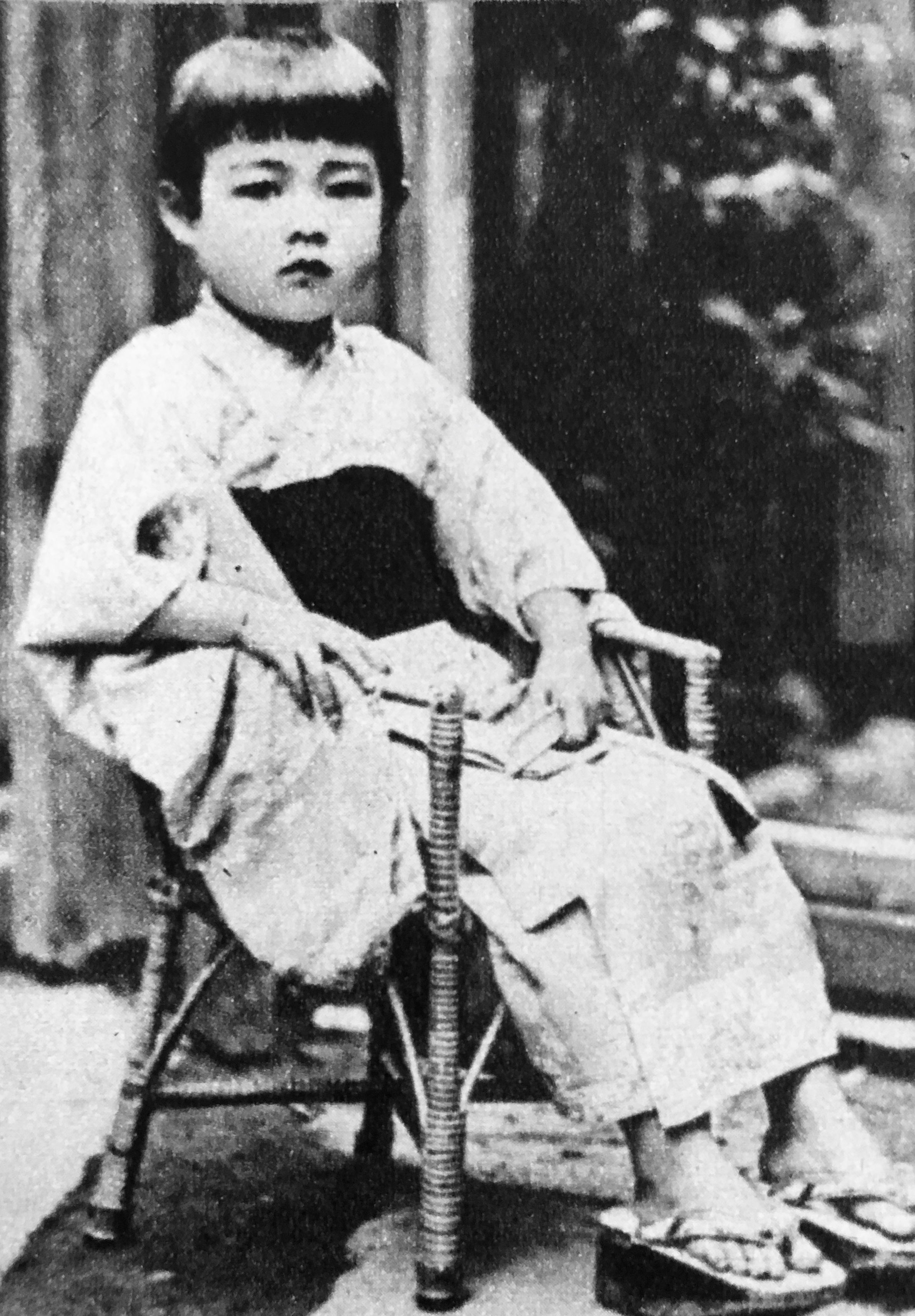
5歲時的若尾文子

第二任丈夫為建築師黑川纪章。

## 作品

### 電影

#### 1952年
- 長崎之歌忘不了
- 逃離死亡之城
- 少女馴獸師
- 母子鶴
- 新娘新郎大鬥法
- 明天是星期日
- 秘密（ひみつ）
- 城裡的小天狗
- 總理大臣與女攝影師

#### 1953年
- 十代的性典（少年少女的性愛寶典）
- 憤怒吧三平
- 查泰萊夫人也在日本
- 祇園囃子（傳統歌謠伴奏）
- 春雪之門
- 續十代的性典
- 無賴（無法者）
- 十代的誘惑

#### 1954年

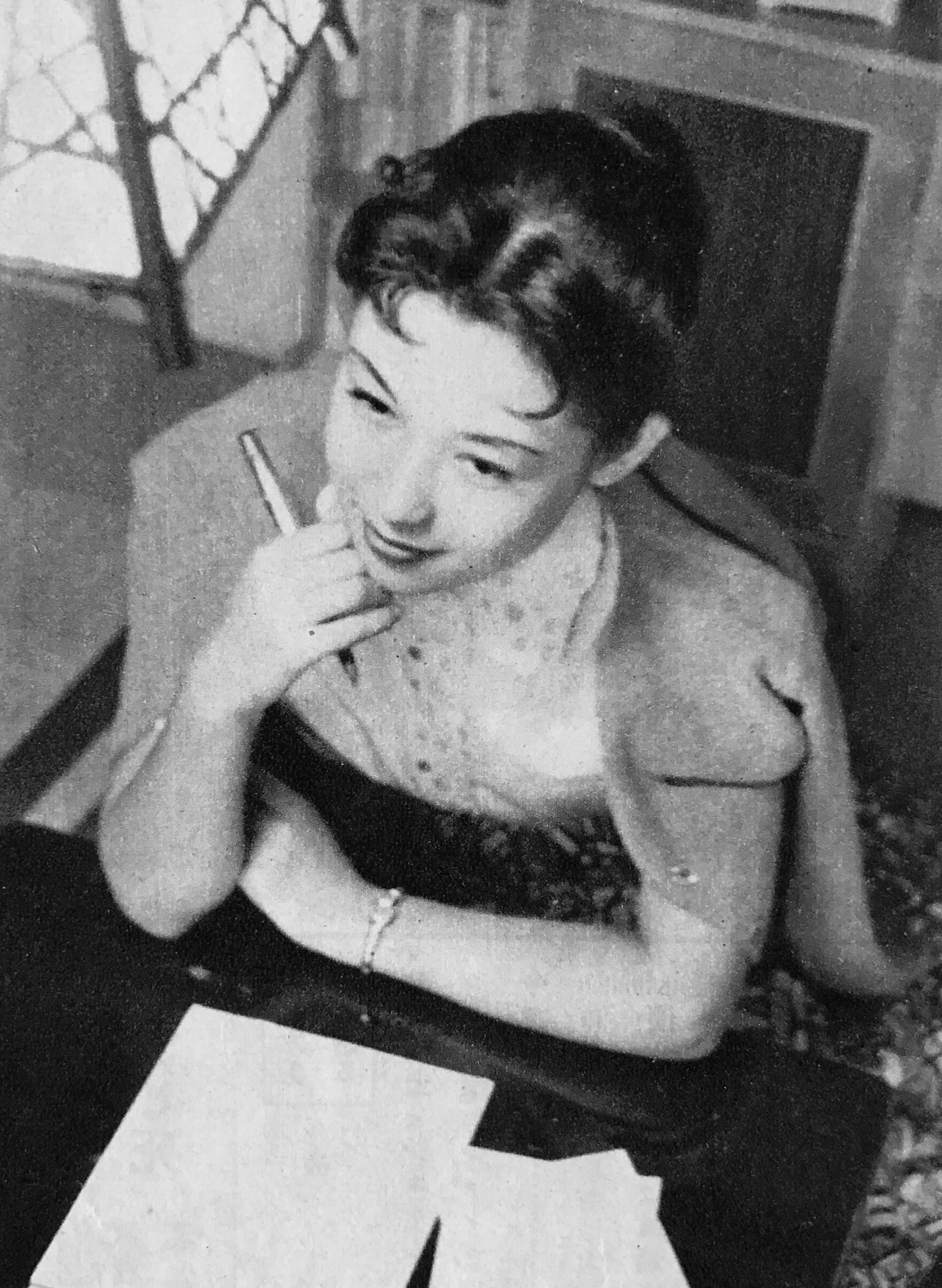
若尾文子，1954年

- 心中的日月
- 某個女人
- 醉酒二刀流
- 藝妓物語
- 慕情
- 淺草之夜
- 綠色同伴
- 來自月球的使者（首度在彩色片出鏡）
- 荒城之月
- 勝敗

#### 1955年
- 螢之光
- 配送幸福的女兒
- 向月飛的雁（東寶，首次在大映以外的電影公司演出）
- 又見薔薇
- 女兒的婚事
- 幻馬
- 長崎之夜
- 勿碎了那玉
- 兄妹七人
- 彈痕街

#### 1956年
- 薔薇の絋道館
- 新娘的嘆息
- 新妻的夢囈
- 彩虹幾度臨（改編自川端康成的小說）
- 赤線地帶
- 新婚日記
- 處刑的房間（出自石原慎太郎的小說）
- 瀑布的白絲
- 朝潮夕潮
- 攝影棚大騷動
- 眼淚（松竹）
- 日本橋
- 四十八歲的反抗（石川達三的小說）
- 愛你

#### 1957年
- 銀河之都
- 攝影棚大混亂（てんやわんや）
- 續銀河之都
- 慕情之河
- 朱雀門（原作為川口松太郎小說《皇女和之宮》）
- 太漫長的春天（（原作為三島由紀夫小說）
- 妻子是吾命
- 逃離誘惑
- 夕凪（風平浪靜的傍晚，東寶）
- 青空姑娘（青空娘，根據源氏雞太小說改編）

#### 1958年
- 東京之眼
- 新婚七大樂事
- 母親
- 螢火
- 忠臣蔵
- 愛河
- 吹口哨的候鳥
- 息子結婚
- 一粒麥子
- 夜晚的本貌
- 女兒的冒險

#### 1959年
- 你與我的暗號 別了，你好
- 薔薇花開
- 山田長政 王者之劍
- 最高殊勳夫人（源氏鷄太小說）
- 氾濫
- 次郎長富士
- 花的大障礙
- 貌美有罪
- 果實成熟了
- 浮草
- 初春狸御殿

#### 1960年
- 女經 第一話
- 女人的反抗
- 焚風小子（三島由紀夫主演）
- ぼんち
- 勝利與敗北
- 安珍與清姬
- 假大學生
- 鎮花祭

#### 1961年
- 合家歡（銀座っ子物語）
- 婚期
- 少婦（お嬢さん，三島由紀夫小說）
- 好色一代男
- 東京飯糰女孩
- 女人的勳章（山崎豐子小說）
- 女人有兩次出生
- 銀座的少爺
- 新源氏物語
- 妻子的告白

#### 1962年
- 家庭的情形
- 大雁之寺
- 爛
- 關店時刻
- 果菜市場之女
- 忘不了那一夜
- 瘋癲老人日記
- 秦·始皇帝
- 溫馴的野獸

#### 1963年
- 雪之丞的復仇（三上於菟吉小說）
- 八月生的女子
- 女系家族
- 深深地埋我
- 女人又愛又恨之時
- 越前竹人形
- 新・忍者

#### 1964年
- 溫泉女醫
- 遍體鱗傷的山河（石川達三小說）
- 野獸的嬉戲（三島由紀夫小說）
- 卍（萬字）
- 喜悅的話就拍拍手

#### 1965年
- 沒有花果的森林
- 波影
- 盲女物語
- 寬衣解帶的夏子
- 清作之妻
- 不倫戀

#### 1966年
- 刺青
- 冰點
- 雁
- 紅色天使
- 處女懷胎

#### 1967年
- 雪の喪章
- 夜的陷阱
- 兩個妻子
- 當糖果碎裂時
- 華岡青洲之妻

#### 1968年
- 積木的盒子
- 濕潤的兩人
- 不忠的時刻（有吉佐和子小說）
- 鐵砲傳來記

#### 1969年
- 千羽鶴
- 天狗黨

#### 1970年
- 座頭市與用心棒（盲劍客與大鏢客）

#### 1971年
- 男人真命苦 純情篇
- 幻の殺意

#### 1975年
- 電影導演溝口健二 生涯紀實

#### 1987年
- 竹取物語

#### 2005年
- 春之雪

### 電視劇
- 戰國艷物語（1969年）
- NHK大河劇
  - 新平家物語（1972年）
  - 元祿太平記（1975年）
  - 武田信玄（1988年）
  - 德川慶喜（1998年）
  - 武藏MUSASHI（2003年）
- 鹿鳴館物語（1984年）
- 太陽公公（2011年，連續電視小說） - 飾演 主角 須藤陽子（老年）兼任旁白

### 舞台劇
- 雪國（1970年）
- 妻子們的鹿鳴館
- 花之情
- 雁（1993年10月）
- 名流的資格（2007年）
- 華麗一族（2008、2010年）
- 女人的食指（2011年）
- 明日的幸福（2012年8月）

### 廣告
- 伊藤火腿
- 日清食品「ごんぶと」（1995年，與好萊塢演員史蒂芬·席格「利用合成的方式共同演出」，用了電影《浮草》現成畫面）
- 花王「SOFINA」
- 日產汽車（1995年，與鈴木一朗同台競演）
- 杉山
- 吉浜人形
- 野村證券
- 高野友梨美容診所
- SoftBank Mobile「白戶家」（2010年）
- 三得利「BOSS・超」（2013年）